# Đặc vụ xuyên quốc gia
Đặc vụ xuyên quốc gia (tiếng Hàn: 공조2: 인터내셔날, tiếng Anh: Confidential Assignment 2: International) là một bộ phim điện ảnh Hàn Quốc thuộc thể loại hài – hành động – tội phạm ra mắt vào năm 2022 do Lee Seok-hoon làm đạo diễn, với sự trở lại tham gia diễn xuất của các diễn viên chính gồm Hyun Bin, Yoo Hae-jin và Yoona, cùng với hai diễn viên mới Daniel Henney và Jin Seon-kyu. Là phần phim tiếp nối sau Cộng sự bất đắc dĩ (2017), tác phẩm tiếp tục theo chân hai thanh tra Lim Cheol-ryung và Kang Jin-tae đi truy tìm Jang Myung-jun – thủ lĩnh của tổ chức tội phạm ở Triều Tiên, với sự xuất hiện hỗ trợ của đặc vụ Jack.
Bộ phim có buổi công chiếu tại Hàn Quốc vào ngày 7 tháng 9 năm 2022, và tại Việt Nam vào ngày 28 tháng 10 cùng năm.